# Хелина (Мисисипи)
Хелина (енгл. Helena) насељено је место без административног статуса у америчкој савезној држави Мисисипи.

## Демографија
По попису из 2010. године број становника је 1.184, што је 406 (52,2%) становника више него 2000. године.
| Група             | 2000.       | 2010.         |
| Белци             | 730 (93,8%) | 1.008 (85,1%) |
| Афроамериканци    | 40 (5,1%)   | 121 (10,2%)   |
| Азијати           | 3 (0,4%)    | 9 (0,8%)      |
| Хиспаноамериканци | 2 (0,3%)    | 27 (2,3%)     |
| Укупно            | 778         | 1.184         |